# Paspalum
Paspalum L. è un genere di piante angiosperme monocotiledoni della famiglia delle Poacee(o Gramineae, nom. cons.).

## Descrizione
Sono piante di consistenza erbacea e filiforme; crescono molto fitte e consentono la formazione di tappeti erbosi consistenti e duraturi. Le specie più adatte in tal senso sono P. vaginatum e P. notatum (di minore densità), molto utilizzate anche per la loro rapida copertura dello spazio disponibile.
Notevoli sono anche la loro resistenza prolungata alla siccità e la capacità di attecchire anche su terreni argillosi e sabbiosi.

## Distribuzione e habitat
Sono piante ben adattate ai climi tropicali e subtropicali. Il loro areale comprende gran parte dell'America meridionale e dell'Africa meridionale, Asia meridionale e sudorientale, nonché l'Australia.
Prediligono in natura le dune di sabbia in zone non desertiche e le spiagge.

## Tassonomia
Il genere comprende oltre 350 specie; di seguito un elenco delle più comuni: 
- Paspalum arundinaceum Poir.
- Paspalum azuayense Sohns
- Paspalum bakeri Hack.
- Paspalum batianoffii B.K.Simon
- Paspalum blodgettii Chapm.
- Paspalum caespitosum Flüggé
- Paspalum clavuliferum C.Wright
- Paspalum conjugatum P.J.Bergius
- Paspalum convexum Flüggé
- Paspalum densum Poir.
- Paspalum dilatatum Poir.
- Paspalum dispar Chase
- Paspalum distichum L.
- Paspalum ellipticum Doell
- Paspalum fasciculatum Willd. ex Flüggé
- Paspalum fimbriatum Kunth
- Paspalum floridanum Michx.
- Paspalum formosum Swallen
- Paspalum geminiflorum Steud.
- Paspalum glaucescens Hack.
- Paspalum ionanthum Chase
- Paspalum laeve Michx.
- Paspalum laxum Lam.
- Paspalum longifolium Roxb.
- Paspalum longum Chase
- Paspalum macrophyllum Kunth
- Paspalum maritimum Trin.
- Paspalum millegrana Schrad.
- Paspalum minus E.Fourn.
- Paspalum molle Poir.
- Paspalum nicorae Parodi
- Paspalum notatum Flüggé
- Paspalum nutans Lam.
- Paspalum orbiculatum Poir.
- Paspalum paniculatum L.
- Paspalum parviflorum Rhode ex Flüggé
- Paspalum pauciciliatum (Parodi) Herter
- Paspalum peckii F.T.Hubb
- Paspalum planum Hack.
- Paspalum pleostachyum Doell
- Paspalum plicatulum Michx.
- Paspalum pubiflorum E.Fourn.
- Paspalum pulchellum Kunth
- Paspalum quadrifarium Lam.
- Paspalum rugulosum Morrone & Zuloaga
- Paspalum rupestre Trin.
- Paspalum scrobiculatum L.
- Paspalum scutatum Nees ex Trin.
- Paspalum setaceum Michx.
- Paspalum sodiroanum Hack.
- Paspalum tenellum Willd.
- Paspalum urvillei Steud.
- Paspalum vaginatum Sw.
- Paspalum virgatum L.
- Paspalum virletii E.Fourn.